# Phylloporus hyperion
Phylloporus hyperion là một loài nấm thuộc họ Boletaceae.